# Jörg Guido Hülsmann
Jörg Guido Hülsmann (Hückeswagen, 18 maggio 1966) è un economista tedesco, esponente della scuola austriaca.
Economista molto influenzato dal pensiero di Ludwig von Mises, è docente alla Université d'Angers in Francia, nonché membro di spicco del Ludwig von Mises Institute.
Hülsmann ha scritto diversi articoli in molte lingue, soprattutto in inglese, tedesco, italiano e francese.
Di recente ha pubblicato uno studio sull'etica della moneta e del mercato.

## Opere
- Kritik der Dominanztheorie, Francoforte, Fischer, 1993.
- Logik der Währungskonkurrenz, Essen, Management Akademie Verlag, 1996.
- Mises: The Last Knight of Liberalism, Auburn AL, The Ludwig von Mises Institute, 2007.
- L'etica della produzione di moneta, a cura di Carmelo Ferlito, Chieti, Solfanelli, 2011 (2007).